# Microananteris inselberg
Espèce
Microananteris inselberg est une espèce de scorpions de la famille des Ananteridae.

## Distribution
Cette espèce est endémique de Guyane. Elle se rencontre vers Maripasoula à 560 m d'altitude dans le massif du Mitaraka.

## Description
Le mâle holotype mesure 13,07 mm.

## Systématique et taxinomie
Cette espèce a été décrite par Lourenço en 2021.

## Étymologie
Son nom d'espèce lui a été donné en référence au lieu de sa découverte, un inselberg.

## Publication originale
- Lourenço, 2021 : « The genus Microananteris Lourenço, 2003 in French Guiana (Scorpiones: Buthidae). » Zoosystema, vol. 43, no 20, p. 377-386.